# Homilías de Orgañá

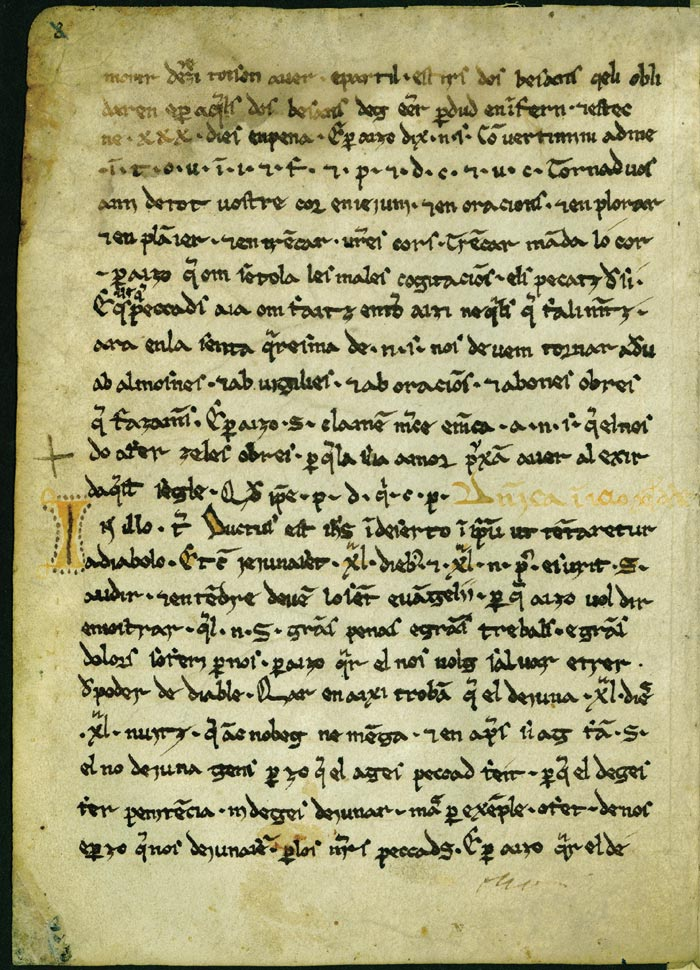
Fragmento del manuscrito de las Homilías de Orgañá.

Las Homilías de Orgaña (u Orgañá; en catalán: Homilies d'Organyà) es uno de los documentos de carácter literario más antiguos que se conocen escritos en lengua catalana, por la antigüedad de su lenguaje entre el latín vulgar y la lengua romance del catalán. Hay otros textos más antiguos en catalán, pero son simples fragmentos o textos muy breves, como el fragmento de la traducción del Forum iudicum (de mediados del siglo XII), el juramento feudal de 1098, los Greuges de Guitard Isarn (Agravios de Guitard Isarn) de 1080-1091, también procedentes de Orgaña y mucho más breves, o el juramento de Radulf Oriol, redactado entre 1028 y 1047, así como glosas con términos catalanes, sin ligazón sintáctica, en documentos en latín datables hacia el 1135.
Fue descubierto en la rectoría de la iglesia de Santa María de Orgaña (Alto Urgel) en 1904 por el Dr. Joaquim Miret i Sans, historiador y jurista. Está datado a finales del siglo XII y lo forman seis sermones en los que se comentan varios evangelios y epístolas.
El original se conserva en la Biblioteca de Cataluña mientras que en Orgaña se expone una reproducción.

## Procedencia
Las Homilías encontradas en Orgaña están relacionadas con otras que fueron encontradas en Tortosa a finales del siglo XIX por Antoine Thomas. Ambas tienen una homilía común: la del Miércoles de Ceniza, por lo que se las ha relacionado con colecciones de homilías de origen provenzal, que eran de uso frecuente en la época. Mientras que las de Tortosa copian el texto provenzal y tienen un tono más popular, las homilías de Orgaña son traducciones al romance catalán y son de carácter más culto.

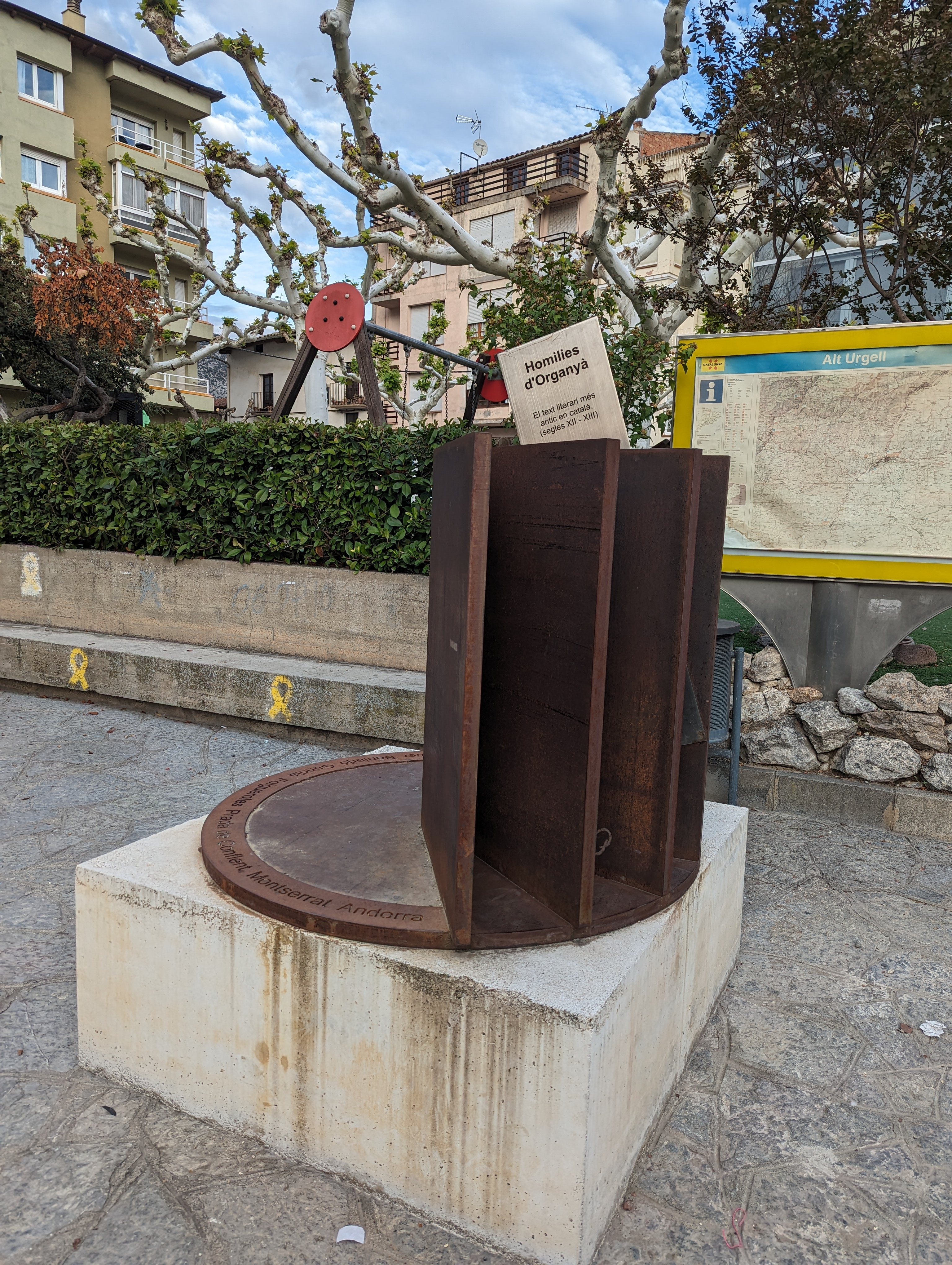
Monumento en Orgaña

## Nivel de evolución de la lengua
Las Homilías destacan por su nivel arcaico de la evolución del catalán utilizado en ellas, como plader (complacer), pad (paz), crod (cruz), fed (haced), etc., así como retención de la s final en la primera persona del plural de verbos como soms (somos, en catalán moderno som) o vulams (queramos, en catalán moderno vulguem, o en el actual catalán tortosino volem). Las interferencias de la lengua provenzal se manifiestan en arcaísmos gráficos, fonéticos y morfológicos. Ello es debido a las estrechas relaciones políticas, económicas y culturales que unían los territorios occitanos con los condados catalanes.